# Coonawarra
Coonawarra är en ort i Australien. Den ligger i kommunen Wattle Range och delstaten South Australia, omkring 330 kilometer sydost om delstatshuvudstaden Adelaide. Antalet invånare är 311.
Runt Coonawarra är det mycket glesbefolkat, med 2 invånare per kvadratkilometer.. Närmaste större samhälle är Penola, nära Coonawarra.
Trakten runt Coonawarra består till största delen av jordbruksmark. Genomsnittlig årsnederbörd är 808 millimeter. Den regnigaste månaden är juli, med i genomsnitt 137 mm nederbörd, och den torraste är februari, med 17 mm nederbörd.